# 長元
長元（1028年七月二十五日—1037年四月二十一日）是日本的年號之一。此時的天皇是後一條天皇與後朱雀天皇。

## 改元
- 萬壽五年七月二十五日（1028年5月9日） 改元長元。
- 長元十年四月二十一日（1037年5月9日） 改元長曆。

## 出處
《六韜》

## 大事記
- 長元九年：後朱雀天皇即位。

## 紀年、西曆、干支對照表
| 長元 | 元年   | 二年   | 三年   | 四年   | 五年   | 六年   | 七年   | 八年   | 九年   | 十年   |
| ---- | ------ | ------ | ------ | ------ | ------ | ------ | ------ | ------ | ------ | ------ |
| 公元 | 1028年 | 1029年 | 1030年 | 1031年 | 1032年 | 1033年 | 1034年 | 1035年 | 1036年 | 1037年 |
| 干支 | 戊辰   | 己巳   | 庚午   | 辛未   | 壬申   | 癸酉   | 甲戌   | 乙亥   | 丙子   | 丁丑   |

## 同期存在的其他政權之紀年
- 中國
  - 天聖（1023年至1032年十一月）：宋—宋仁宗趙禎之年號
  - 明道（1032年十一月至1033年）：宋—宋仁宗趙禎之年號
  - 景祐（1034年至1038年十一月）：宋—宋仁宗趙禎之年號
  - 正治（1027年至1041年）：大理—段素真之年號
  - 太平（1021年十一月至1031年六月）：契丹—遼聖宗耶律隆绪之年號
  - 景福（1031年六月至1032年十一月）：契丹—遼興宗耶律宗真之年號
  - 重熙（1032年十一月至1055年八月）：契丹—遼興宗耶律宗真之年號
  - 天慶（1029年八月至1030年八月）：興遼—大延琳之年號
  - 顯道（1032年正月至1034年六月）：西夏—景宗李元昊之年號
  - 開運（1034年七月）：西夏—夏景宗李元昊之年號
  - 廣運（1034年八月至1036年十二月）：西夏—夏景宗李元昊之年號
  - 大慶（1036年十二月至1038年九月）：西夏—夏景宗李元昊之年號
- 越南
  - 順天（1010年至1028年）：李朝—李公蘊之年號
  - 天成（1028年至1034年）：李朝—李佛瑪之年號
  - 通瑞（1034年至1039年）：李朝—李佛瑪之年號